# Завгороднее (Богодуховский район)
Завгороднее (укр. Завгороднє) — село в Валковской городской общине Богодуховского района Харьковской области Украины.
Код КОАТУУ — 6321287002. Население по переписи 2001 г. составляет 18 (8/10 м/ж) человек.

## Географическое положение
Село Завгороднее находится в урочище Скотоватое, которое представляет собой балку с протекающим по ней пересыхающим ручьём.
На ручье есть запруда.
Ручей через 2 км впадает в реку Чутовка.
Село примыкает к сёлам Сидоренково и Очеретово.
Рядом проходит газопровод.

## История
- 1690 - дата основания.